# ダヴィト・ハラジシヴィリ
ダヴィト・ハラジシヴィリ（グルジア語: დავით ხარაზიშვილი、グルジア語ラテン翻字: Davit Kharazishvili、1992年4月24日 – ）は、ジョージアの陸上競技選手。
2016年のリオデジャネイロオリンピックの男子マラソンに出場し、72位の成績であった。2017年の世界陸上選手権にはジョージア唯一の選手として男子マラソンに出場し、56位の成績であった。